# Julian Tuwim

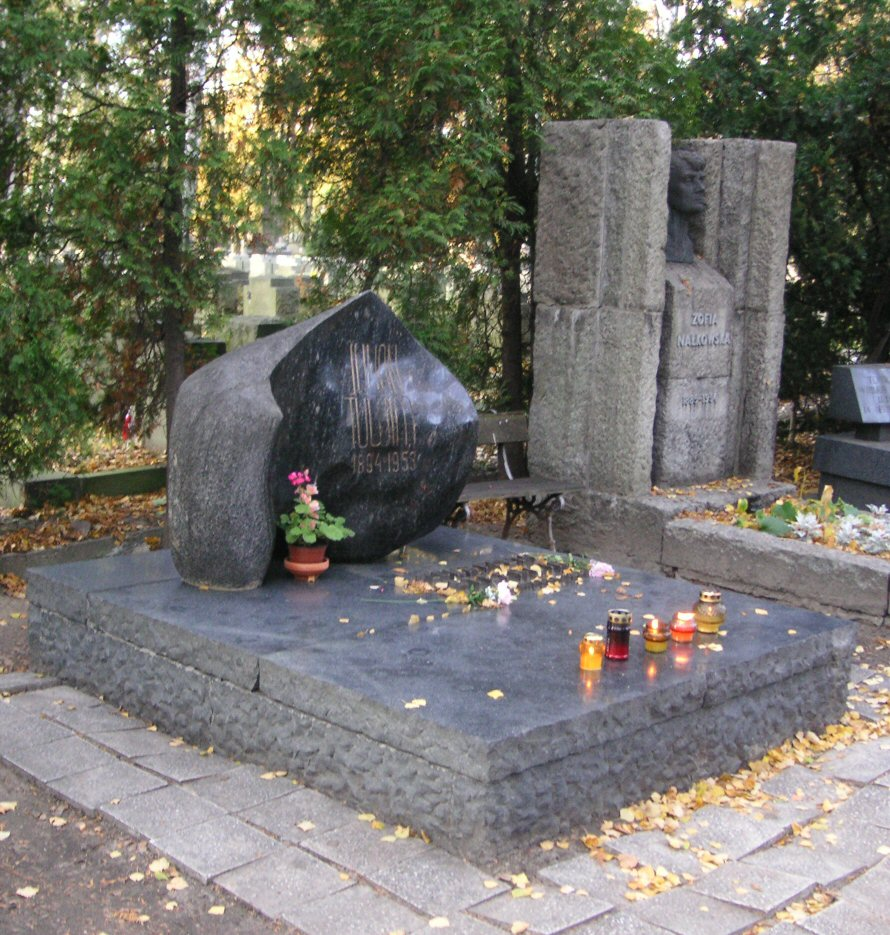
Tuwim síremléke a varsói Powązki temetőben

Julian Tuwim (Łódź, 1894. szeptember 13. – Zakopane, 1953. december 27.) – zsidó származású lengyel költő, a két világháború közti lengyel irodalom egyik legnépszerűbb költője. Irena Tuwim, lengyel irodalmár és költőnő bátyja és a kabarészínész és énekes Kazimierz Krukowski (Lopek Krukowski) unokatestvére.

## Munkássága
1913-ban debütált Kérés című versével. A Varsói Egyetemen jogot és filozófiát tanult (1916–1918). Tanulmányai ideje alatt a "Pro arte at studio" című folyóirat munkatársa volt. 1919-ben a Skamander elnevezésű költői kör egyik alapító tagja. A lengyel-bolsevik háború idején Józef Piłsudski államfő kiadóhivatalában dolgozott. Ifjúkorában Leopold Staff művészete volt rá nagy hatással (erről későbbi visszaemlékezéseiben számolt be). Barátság fűzte Kazimiera Iłłakowiczówna írónőhöz, aki Piłsudki titkára is volt. A Színpadi Szerzők és Művészek Egyesületének (ZAiKS) egyik alapító tagja. 1939-ben Románián keresztül Franciaországba emigrált, Franciaország kapitulációja (1940) után pedig Portugálián és Brazílián keresztül az Egyesült Államokba. 1942-ben New Yorkban lakott. A világháború ideje alatt együttműködött az emigráns újságírókkal.
1946-ban tért vissza hazájába. 1947 és 1950 között Az Új Színház művészeti vezetői tisztségét töltötte be. Ebben az időben igen sok kritikát kapott egykori barátaitól, akik szeriont Tuwim túlságosan kiszolgálta a kommunista hatalmat (szerzője volt többek között számos Sztálint dicsőítő költeménynek).
Sok írása között a leginkább személyes hangvételűek Lengyelországról és Łódźról szóló művei. Leírja, hogy sehol másutt nem tudná elképzeli az életét, csak a hazájában. Ahogy "Lengyel virágok" című versciklusában írja, Lengyelországnak adja majd vissza életét. Łódźot a világ legnagyszerűbb városának nevezi.
Kabaréművek szerzője. Munkatársa (esetenként alapító tagja is) akkori kabarészínházaknak, a Qui Pro Quo-nak, amely 1919–1932 között működött Varsóban, a Bandának (1932–1934), az Új Bandának, Picadornak. Munkatársa a szatirikus hangvételű Cyrulik Warszawski című hetilapnak. Szatirikus és irodalmi művek társszerzője és szerkesztője (Skamander, Irodalmi hírek).
Tuwim orosz irodalmi művek fordítója is volt, fordított többek között Puskint és Majakovszkijt. Lengyelország-szerte ismert gyermekversek szerzője, ilyen művek többek között a Lokomotív, a Madárrádió, a Trombitás elefánt és a Bambó.
Tuwim ismert volt különleges humoráról. Gyakran a modernizmus és posztmodernizmus nyelvezetében kereste a nyelv megújulását. Nyelvi kutatásainak egyik tárgya az eszperantó nyelv volt már gimnáziumi tanulmányai idején.
Lefordította eszperantóra Leopold Staff költő versét, és Juliusz Słowacki "Testamentumom" című versét. Saját költeményeinek eszperantó fordításait a Lengyel eszperantisták (Pola Esperantisto) hasábjain adta közre. Későbbi nyelvi kutatásaiban neologizmusokat hozott létre. Megalkotta az ú.n. zaum nyelvet, amelynek értelmezése - a priori lévén - mindenkinek a saját képzettársításától függött.
Sok kritikus Tuwim költészetét a gyakori szójátékok (kalamburok) miatt a "nehezebb fajsúlyú" poétika közé sorolják. A szavak más szavakkal történő kapcsolata által létrejövő többértelműségek, bizonyos szavak nem egyértelmű értelmezhetősége miatt mondatai gyakran befejezetlennek tűnnek. A hajlékony és váltakozó nyelvezet gyakran humoros színezettel vegyül, mint például Bál az Operában című versében. A megjelenített valóság szinte életre kel Tuwim bravúrja által, ahogy a hangutánzó és hangfestő szavakat alkalmazza Lokomotív című versében.

## Díjak és kitüntetések
- Łódź város irodalmi kitüntetése (1928, 1949)
- A lengyel PEN Club kitüntetése (1935)
- A Łódź-i Egyetem "doktorat honoris causa" díja (1949)
- Első fokozatú állami kitüntetés (1951)

## Magyarul

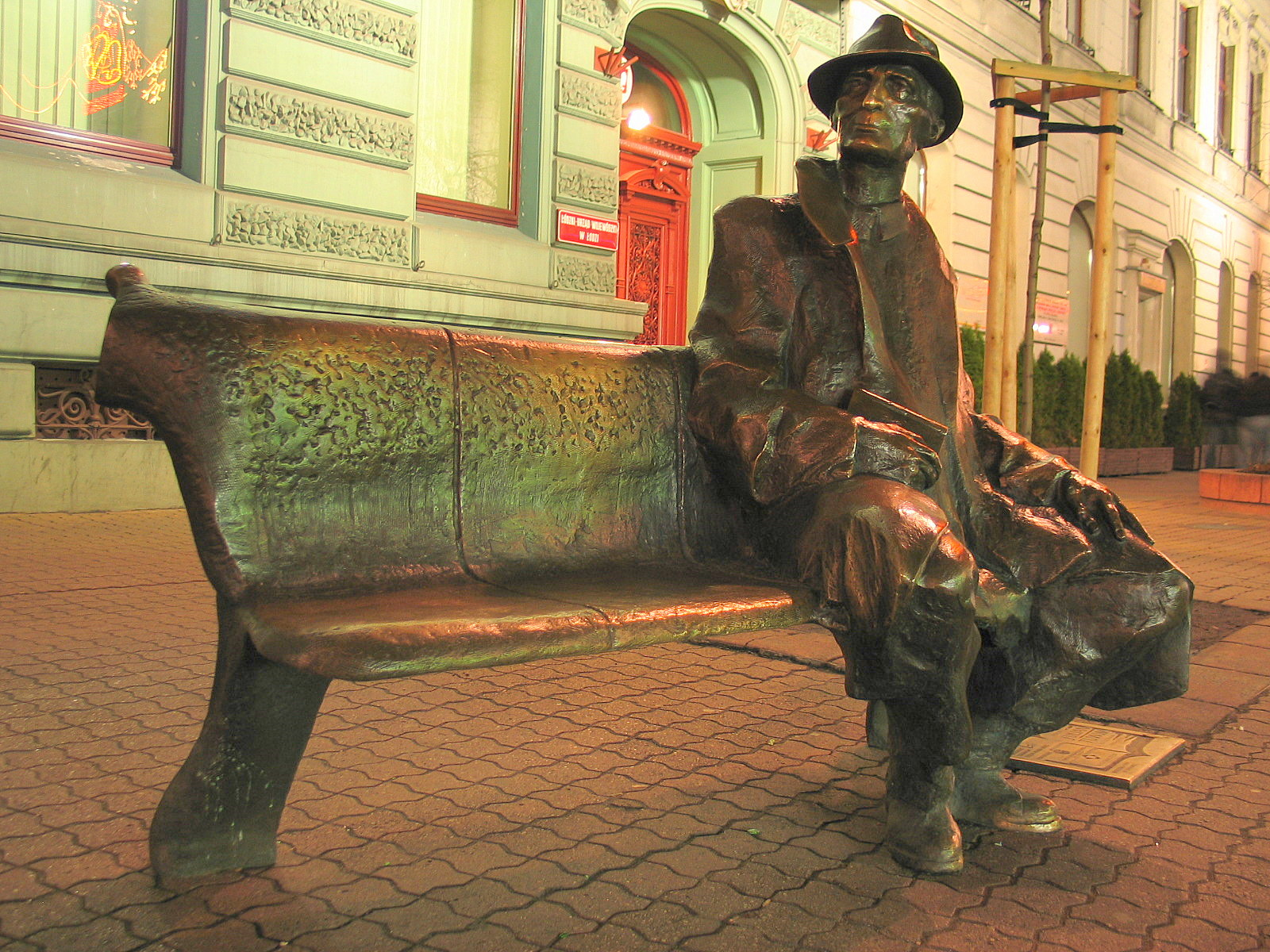
Tuwim padja Łódźban

- Líra és más versek[halott link]
- Líra és más versek
- Hetedik ősz. Versek; ford., bev. Bardócz Árpád; Magyar Mickiewicz Társaság, Bp., 1938